# Kanton Crémieu
Kanton Crémieu (fr. Canton de Crémieu) je francouzský kanton v departementu Isère v regionu Rhône-Alpes. Skládá se z 25 obcí.

## Obce kantonu
- Annoisin-Chatelans
- La Balme-les-Grottes
- Chamagnieu
- Chozeau
- Crémieu
- Dizimieu
- Frontonas
- Hières-sur-Amby
- Leyrieu
- Moras
- Optevoz
- Panossas
- Parmilieu
- Saint-Baudille-de-la-Tour
- Saint-Hilaire-de-Brens
- Saint-Romain-de-Jalionas
- Siccieu-Saint-Julien-et-Carisieu
- Soleymieu
- Tignieu-Jameyzieu
- Trept
- Vénérieu
- Vernas
- Vertrieu
- Veyssilieu
- Villemoirieu